# وانگ هائو (شیرجه‌رو)
وانگ هائو (چینی: 汪皓؛ زادهٔ ۲۶ دسامبر ۱۹۹۲) شیرجه‌رو اهل چین است.
وی در مسابقات کشوری و بین‌المللی در مجموع برندهٔ ۳ مدال طلا، ۱ مدال نقره شده‌است.